# 什未林湖 (施托爾科)

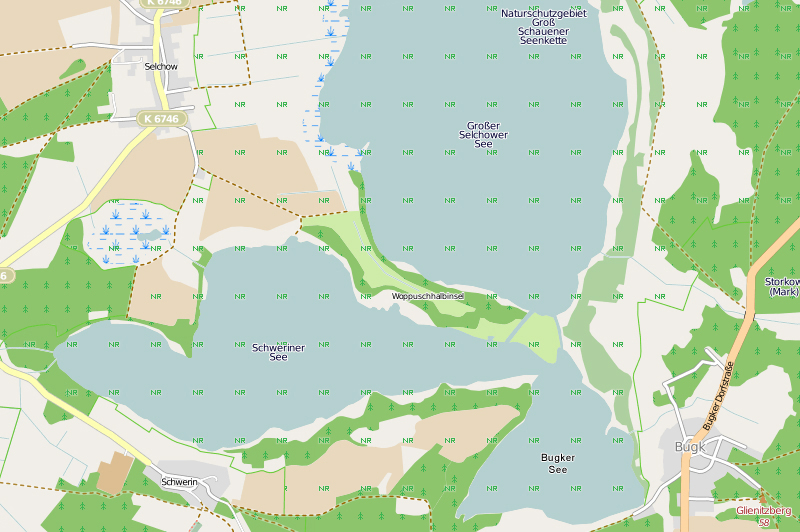

52°11′56″N 13°53′08″E / 52.198953°N 13.885646°E
什未林湖（德語：Schweriner See），是德國的湖泊，位於該國西南部，由勃蘭登堡州負責管轄，處於奧得-施普雷縣，長2.9公里、寬1.2公里，面積2.4平方公里，海拔高度36米，最大水深5米，水體容量400萬立方米。